# ویلیام پلیفیر

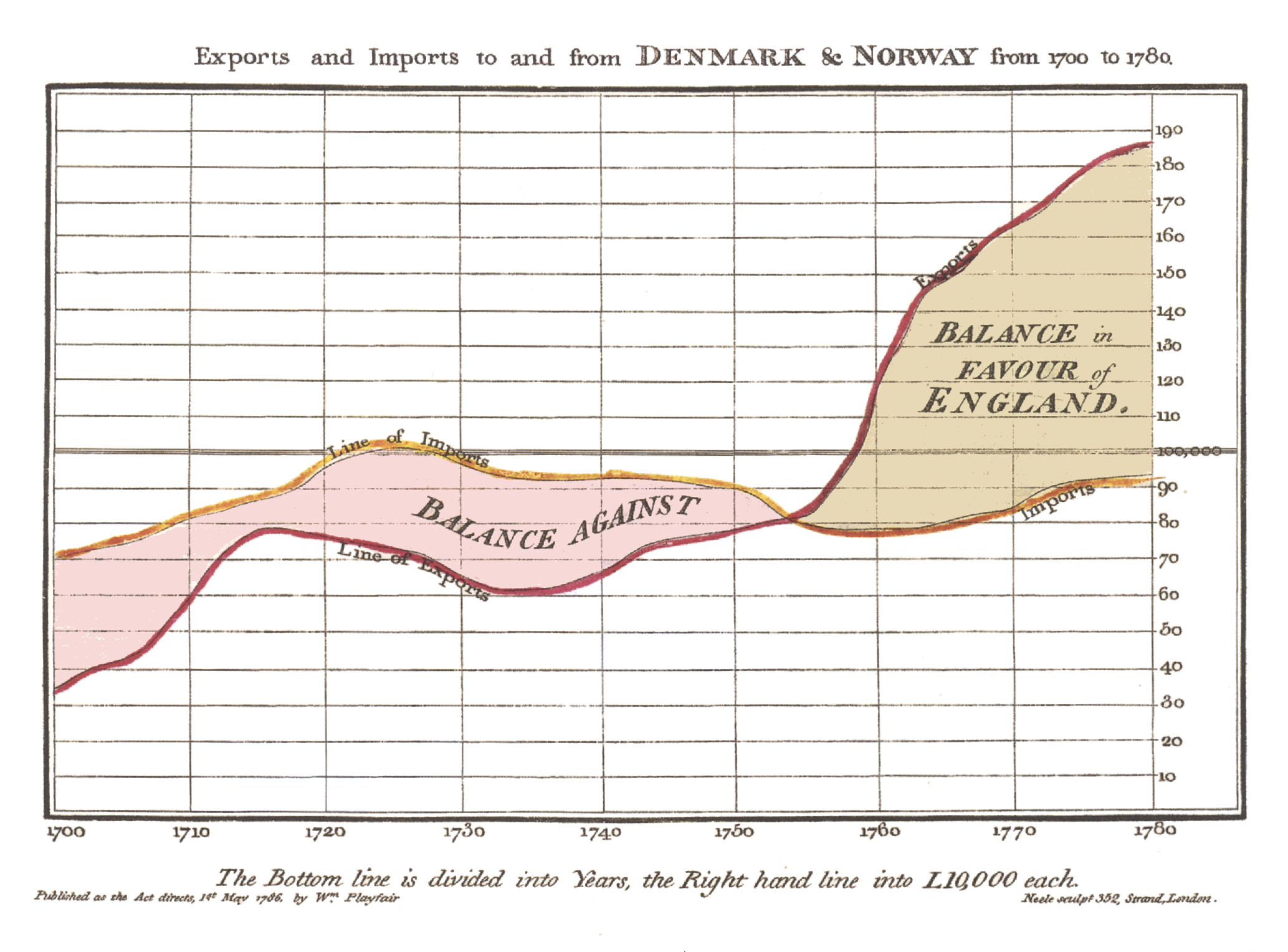
نمودار سری زمانی تجارت-تعادل منتشر شده در اطلسهای سیاسی و تجاری اثر پلیفیر ۱۷۸۶

ویلیام پلیفیر (۲۲ سپتامبر ۱۷۵۹ - ۱۱ فوریه ۱۸۲۳)، یک مهندس اسکاتلندی و اقتصاددان سیاسی بود که به عنوان عامل سری بریتانیای کبیر طی جنگش با فرانسه خدمت کرد. او بنیانگذار روش های گرافیکی آماری بود، که چندین نوع نمودار را اختراع کرد: در ۱۷۸۶ نمودار های خطی، ناحیه ای و میله ای را برای نمایش داده های آماری، و در سال ۱۸۰۱ نمودار دایره ای را به منظور نمایش روابط جزئی-کلی به کار برد. پلیفیر به عنوان یک عامل مخفی، در مورد انقلاب فرانسه گزارش داد و یک عملیات سری جعل پول تقلبی را در ۱۷۹۳ به منظور فروپاشی ارز فرانسه سازماندهی کرد.

## زندگی‌نامه
پلیفیر در ۱۷۵۹ در اسکاتلند متولد شد. او فرزند چهارم (هم نام پدربزرگش بود) کشیش جیمز پلیفیر از بخش Liff & Benvie نزدیک شهر Dundee در اسکاتلند بود؛ مهم‌ترین برادران او جیمز پلیفیر معمار و جان پلیفیر ریاضیدان بود. پدر او در ۱۷۷۲ زمانی که ویلیام ۱۳ سال داشت فوت کرد و برادر بزرگ او جان را برای مراقبت از خانواده و آموزش او تنها گذاشت. پلیفیر بعد از شاگردی نزد اندرو میکل، مخترع ماشین خرمن کوب، به عنوان طراح و دستیار شخصی جیمز وات در کارخانه بولتون و وات در سوهو بیرمینگهام مشغول به کار گشت.
پلیفیر شغل های مختلفی داشت. او در مواقعی ماشین ساز، مهندس، طراح، حسابدار، مخترع، نقره کار، بازرگان، دلال سهام، اقتصاددان، آماردان، رساله نویس، مترجم، تبلیغات‌چی، سفته باز زمین، مجرم، بانکدار، سلطنت طلب دو آتیشه، ویرایش‌گر، باج‌گیر و روزنامه‌نگار بود. هنگامی که در سال ۱۷۸۲ شرکت جیمز وات را ترک کرد، یک تجارت نقره کاری را راه انداخته و در لندن مغازه ای راه انداخت که در آن شکست خورد. در ۱۷۸۷ به پاریس نقل مکان کرده و دو سال بعد در فتح باستیل شرکت داشت. بعد از انقلاب فرانسه، پلیفیر در فروش زمین توسط شرکت Scioto به مهاجران فرانسوی در دره رودخانه اوهایو نقش ایفا کرد. او در ۱۷۹۳ به لندن بازگشت و یک "بانک وثیقه ای" باز کرد که باز هم شکست خورد. از ۱۷۷۵ به عنوان یک نویسنده و رساله نویس کار کرد و برخی کارهای مهندسی را بانجام رساند. پلیفیر در دهه ۱۷۹۰ به دولت بریتانیا در مورد رویدادهای فرانسه اطلاع می داد و عملیات مخفی مختلفی را به بریتانیا جهت سرنگونی دولت فرانسه پیشنهاد می کرد. در پایان دهه ۱۷۹۰ به دلیل بدهی در زندان فلیت زندانی شد و سپس در سال ۱۸۰۲ آزاد شد.